# 颂莎瓦丽王妃
颂莎瓦丽王妃（1957年7月13日—），泰国王室成員，現任國王玛哈·哇集拉隆功第一任妻子兼表妹。其亦為王太后诗丽吉娘家姪女。
颂莎瓦丽出生時名為蒙銮颂莎瓦丽·吉滴耶功（ Somsawali Kitiyakon），出生於英国伦敦蓋伊醫院，其父為詩麗吉長兄。1977年1月3日，年僅19歲的颂莎瓦丽與瑪哈·哇集拉隆功結婚，後育有一女帕差拉吉帝雅帕长公主。1991年二人離婚，隨後她被國王拉瑪九世授予「長孫懿母妃」（ Phra Worarachathinatdamat）的頭銜。2019年5月5日，前夫兼表兄拉瑪十世冊封她為「王長女懿母妃殿下」。

## 頭銜
- 1957年7月13日 – 1977年1月3日：尊敬的頌莎瓦麗·吉滴耶功閣下（The Honourable  Soamsawali Kitiyakara）
- 1977年1月3日：尊敬的頌莎瓦麗·瑪希敦閣下（The Honourable  Soamsawali Mahidol）
- 1977年1月3日 – 1991年8月12日：頌莎瓦麗王儲妃殿下（HRH  Princess Soamsawali, the Royal Consort to the Crown Prince）
- 1991年8月12日 – 2019年5月5日：頌莎瓦麗長孫懿母妃殿下（HRH  Princess Soamsawali）
- 2019年5月5日 – 至今：頌莎瓦麗王長女懿母妃殿下（HRH   Princess Soamsawali, the Princess Suddhanarinatha）

### 榮譽
- 泰國 最傑出的扎克里皇室勳章女騎士 (Dame of the Most Illustrious Order of the Royal House of Chakri)

#### 其他榮譽
- 荷蘭 奧蘭治-拿騷勳章女騎士大十字級 (Dame Grand Cross of the Order of Orange-Nassau)

## 图库

王家标志
王家旗帜